# TV Com
TV Com est la chaîne de télévision régionale du Brabant wallon.
Son siège social ainsi que les studios de la station se situent à Céroux-Mousty, dans la commune d'Ottignies-Louvain-la-Neuve.

## Histoire
TV Com commence sa diffusion en 1976.

## Identité visuelle

### Logos

Ancien logo de TV Com de 1994 à 2012
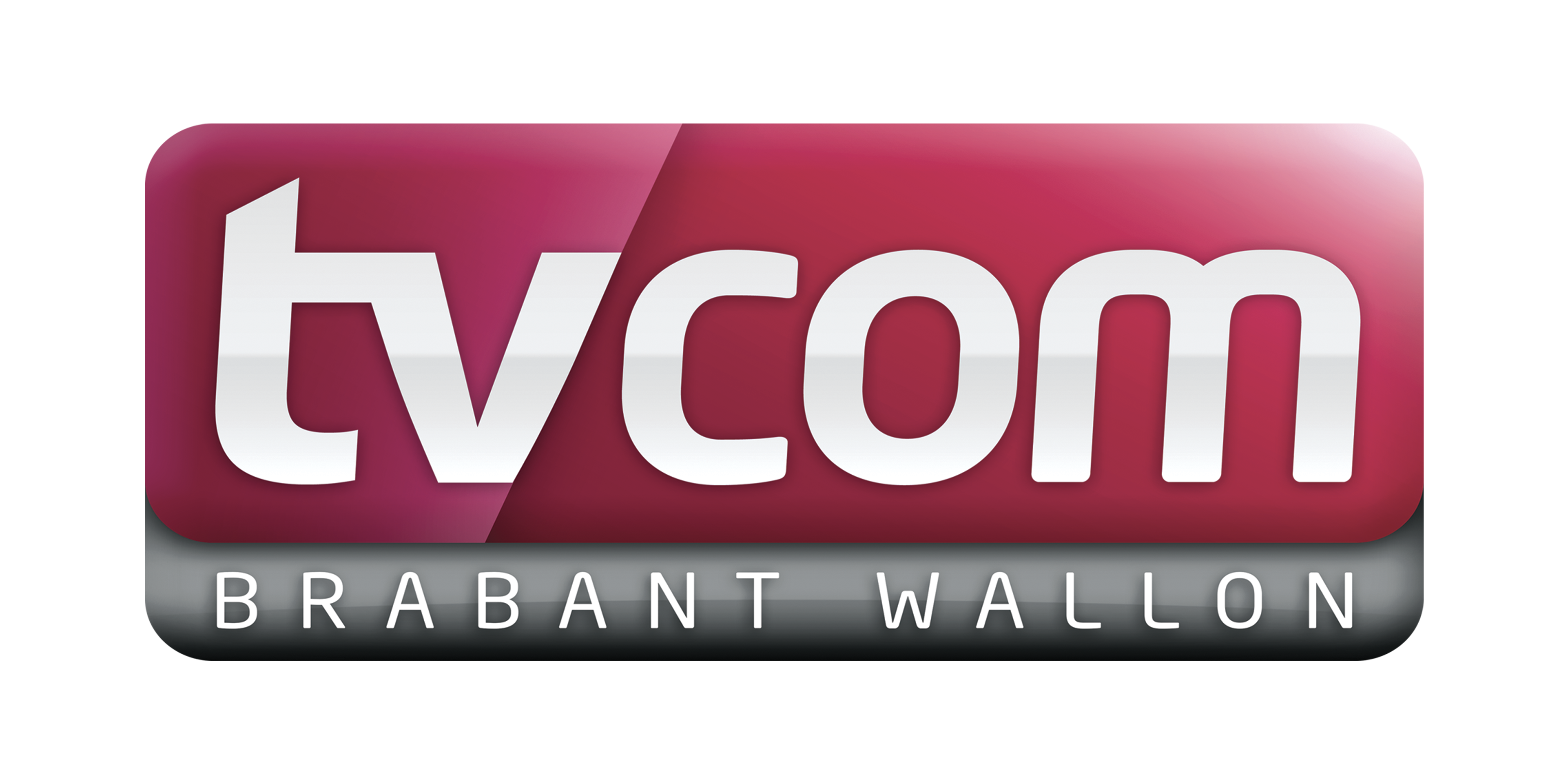
Logo actuel de TV Com

## Émissions
- Actu BW (l'actualité du Brabant wallon)
- Dbranché (émission pour les jeunes)
- Capsule Monument d'histoire
- Capsule Témoins de guerre
- Gradins (émission sur le sport en Brabant Wallon)
- Mag360 (émission débat)
- Du côté de chez Max (Découverte d'une personnalité du Brabant wallon)
- JMagIN (En collaboration avec les AMO et l'IAD)
- Votre commune et vous (émission débat)
- Le Monde d'après...
- Pause culture (émission culturelle)

## Diffusion
Comme l’ensemble des douze télévisions locales en Communauté française de Belgique, elle diffuse ses programmes par câble de télédistribution, Belgacom TV et VOO. TV Com couvre l'arrondissement de Nivelles.
Elle émet dans 25 des 27 communes du Brabant wallon.